# Синдикат цукрозаводчиків
Синдика́т цукрозаво́дчиків — перший в Україні синдикат, утворений 1887 році, як синдикат виробників цукру-піску на з'їзді цукрозаводчиків у Києві за активною підтримкою уряду.
Синдикат цукрозаводчиків охоплював під час розквіту 92 % цукрових заводів Російській імперії. Він діяв на підставі трьох багаторічних угод між цукрозаводчиками, мав постійне бюро в Києві й філію у Варшаві, номінальні членські внески, але не мав своїх акцій, ні спільного капіталу. Таким чином організаційно його форми були проміжними поміж пулом й картелем.
Головним завданням С. ц. було не допускати до зниження цін на цукор на внутрішньому ринку Російської імперії, що й було в інтересах російського уряду, який збирав з цукру великий акциз. З уваги на бідність населення й малий попит, з одного боку, і постійно зростаючу модернізацію цукрових заводів — з другого, весь час існувало перевиробництво цукру. Щоб зберегти ціни на високому рівні, Синдикат цукрозаводчиків ухвалив експортувати за кордон до 25 % продукції цукру за цінами, нижчими за ціни внутрішньому ринку (за демпінговими цінами), при чому уряд погодився не обкладати експорт акцизом і навіть виплачував премії за експорт. Члени С. ц. погоджувалися дотримуватися встановлених С. ц. цін, але розподілу ринку на квоти не було і панувала сильна конкуренція. За час існування С. ц. внутрішня ціна за пуд цукру-піску коливалася між 4,18 і 4,50 карбованцями (акциз зріс з 85 копійок до 1,75 карбованця), за кордоном — 2,50 — 3 карбованці. Оскільки що члени С. ц. перестали дотримуватися дисципліни цін, російський уряд вдався у 1895 році до законодавчого обмеження виробництва цукру та встановлював обсяг продажу цукру для кожної цукроварні зокрема; виробництво цукру понад норму оподатковувалося у штрафному порядку.
Впродовж 1895 — 1917 років в Києві існував під контролем російського уряду також Комітет рафінадних цукрозаводчиків, що обирався на періодичних з'їздах продуцентів рафінаду. Хоч цей комітет провадив політику, подібну до свого попередника, організований він був ще менше досконало, ніж Синдикат цукрозаводчиків-виробників цукру-піску.